# Epitetracnemus shanghaiensis
Epitetracnemus shanghaiensis is een vliesvleugelig insect uit de familie Encyrtidae. De wetenschappelijke naam is voor het eerst geldig gepubliceerd in 2010 door Si, Li & Li.